# Čeněk Duba
Čeněk Duba (4. února 1919 Maribor, Slovinsko – 6. února 2012, Curych) byl český režisér, který v roce 1971 emigroval do Švýcarska.
Ve Filmovém studiu Barrandov natáčel dokumenty, animované filmy (Atom na rozcestí, 1947; Závodník, 1948) i hrané snímky se sportovní a dobrodružnou tematikou (Synové hor, 1956; Brankář bydlí v naší ulici, 1957; V šest ráno na letišti, 1958; Vánice, 1962). Od roku 1965 působil jako režisér v dabingu. Po celý život se také věnoval létání.